# トミュリス

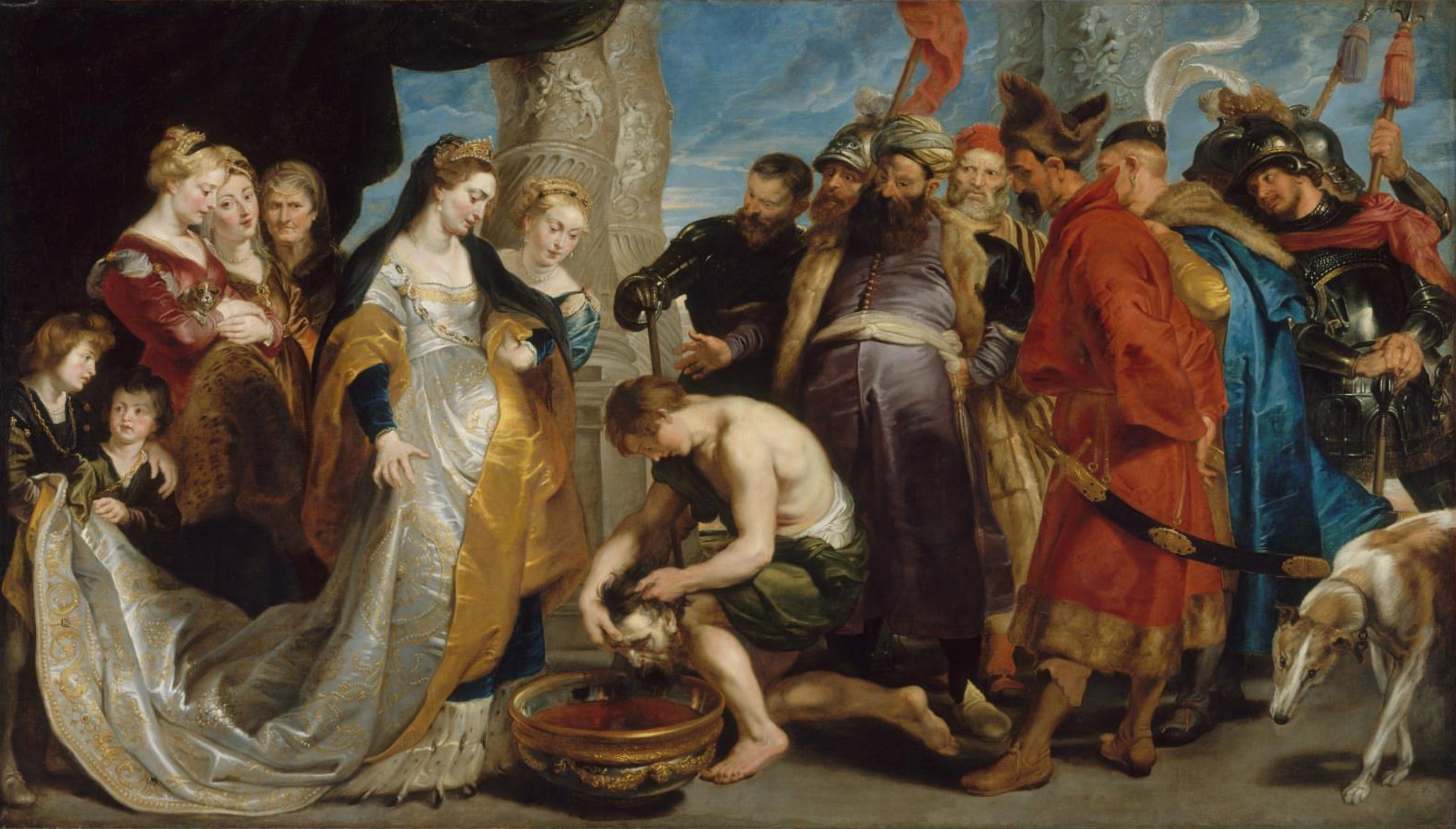
トミュリス女王（ティアラをした左から6人目の女性）
ピーテル・パウル・ルーベンス作

トミュリス（Tomyris）は、紀元前530年頃の人物で、中央アジアのカスピ海東岸に勢力を有していたマッサゲタイ族の女王である。ペルシア語では تهم‌رییش （タフマライーシュ）と記される。

## 概要
トミュリスとその息子でマッサゲタイ族の軍隊の長であったスパルガピセスの名前はイランに起源を持つものである。しかし、トミュリスを最初に書いた歴史家がギリシア人であったため、それ以来、トミュリスの名前はギリシア風に呼ぶことが多い。
その最初の歴史家であるヘロドトスは著書『歴史』で、トミュリスに関して「マッサゲタエ族の国を侵略したアケメネス朝ペルシアの王キュロス2世率いるペルシア軍を破り、キュロスを殺害した」と記している。なお、ヘロドトスはトミュリスの生きた時代から100年後の人物である。トミュリスについての歴史は伝説となり、ヘロドトスより更に後世のギリシア・ローマの文筆家であるストラボンやポリュアイノス（en）、カッシオドルス（en）、ヨルダネスらもトミュリスについて記している。
ヘロドトスによると、ペルシアはマッサゲタイ族との初めの戦いに敗れたため、キュロス自らが滅ぼしたリュディア王国の最後の王であり、臣下としたクロイソスの献策を受け入れて、貧しかったマッサゲタイ族を誘惑するために豪華な食事と酔い気を起こすハシシ（Hashish）と雌馬のミルクを戦場に置いて、これを飲ませるように仕組んだ。それに見事に嵌ったマッサゲタイ軍が酔っ払ったところを、ペルシア軍は一方的に虐殺、スパルガビセスを捕虜とした。後にスパルガビセスはそれを恥じて自殺して果てた。
ペルシアの騙し討ちとスパルガビセスの死を知ったトミュリスはキュロスに対して戦闘を仕掛け、激しい戦いの後にマッサゲタイ軍はペルシア軍を打ち負かして、この戦いでキュロスは戦死した。キュロスの遺体を見つけたトミュリスはキュロスの首を落として、次のように語った。
「私は生き永らえ戦いにはそなたに勝ったが、所詮はわが子を謀略にかけて捕らえたそなたの勝ちであった。さあ約束通りそなたを血に飽かせてやろう。」（ヘロドトス『歴史』1-214）
なお、トミュリスの逸話はピーテル・パウル・ルーベンスやギュスターヴ・モローなどの西洋の画家や芸術家たちの題材ともなった。

## 登場作品
映画
- 女王トミュリス 史上最強の戦士（カザフ語版）（2019年、カザフスタン、演：アルミラ・ターシン）

ゲーム
- Civilization VI - スキタイ文明の指導者として登場[2][3]